# Chung Ying Street

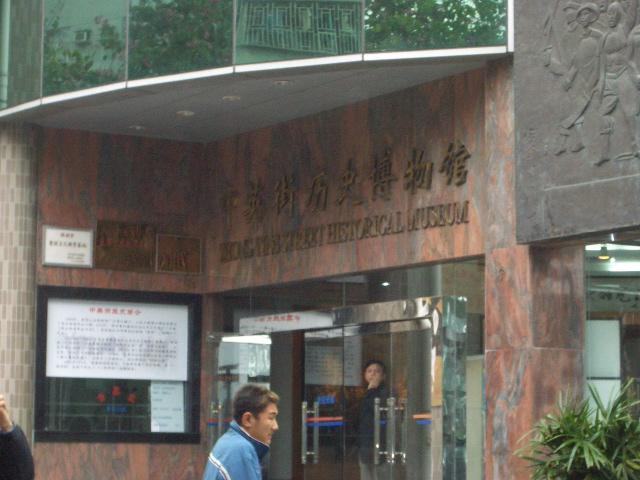
SZ Chung Ying Streetmuseum

Chung Ying Street of Zhongying Jie is een grensstraat die loopt van het Chinese Vasteland naar Hongkong. Aan de Guangdong kant ligt de straat in de stadsprefectuur Shenzhen en aan de Hongkongse kant ligt zij in het New Territories-grensdorp Sha Tau Kok. De Standaardmandarijnse naam Zhongying Jie wordt gebruikt op het vasteland en de Engelse naam Chung Ying Street wordt alleen gebruikt in Hongkong. Chung of Zhong is de afkorting van China en Ying is de afkorting van Engeland. Het verschil tussen de twee gebieden is tot heden te zien in het schrift. Op het vasteland wordt alleen vereenvoudigd Chinees gebruikt en in Hongkong wordt traditioneel Chinees formeel gebruikt als schrift. Ook hebben de Hongkongse overheidsopschriften ook een Engelse vertaling, die dan boven of naast het traditioneel Chinees staat.
In de straat wonen vooral autochtonen die afstammen van de Weitou, een subvolk dat het Kantonese dialect Weitouhua spreekt.
Na de Tweede Wereldoorlog kwam een grote vluchtelingenstroom vanuit het Vasteland Hongkong binnen door het heersende communisme in China en de Chinese Burgeroorlog. De Britten die toen het gezag hadden over de toenmalige kroonkolonie Hongkong sloten vervolgens de grensdoorgang van de straat. Het gebied werd tot Frontier Closed Area verklaard.

## Bezienswaardigheden
De overheid van het vasteland probeert de laatste jaren de straat aantrekkelijker te maken voor toeristen.
- Historisch Museum van Chung Ying;
- muur met een citaat van oud-president Jiang Zemin;
- monument ter herdenking van de hereniging van Hongkong met het Chinese moederland in 1997;
- grenspaal die van de Qing-dynastie afstamt.